# آنتونی همیلتون (ورزشکار)
آنتونی همیلتون (انگلیسی: Anthony Hamilton؛ زادهٔ ۱۴ آوریل ۱۹۸۰) ورزشکار هنرهای رزمی ترکیبی اهل ایالات متحده آمریکا است.